# Morphinae
A Morphinae a rovarok (Insecta) osztályának a lepkék (Lepidoptera) rendjébe, ezen belül a tarkalepkefélék (Nymphalidae) családjába tartozó alcsalád. Három legismertebb neme az Antirrhea, a Caerois és a Morpho. Mindhárom Közép- és Dél-Amerikában honos, a legfajgazdagabb terület az Amazonas vidéke.

## Rendszerezésük
Az alcsaládba az alábbi nemzetségek, alnemzetségek és nemek tartoznak:
- Amathusiini nemzetség (15 nem, alnemzetség nincs)
  -     - Aemona
    - Amathusia
    - Amathuxidia
    - Discophora
    - Enispe
    - Faunis
    - Hyantis
    - Melanocyma
    - Morphopsis
    - Stichophthalma
    - Taenaris
    - Thaumantis
    - Thauria
    - Xanthotaenia
    - Zeuxidia
- Brassolini nemzetség
  - Biina alnemzetség
    - Bia

  - Brassolina alnemzetség
    - Blepolenis
    - Brassolis
    - Caligo
    - Caligopsis
    - Catoblepia
    - Dasyophthalma
    - Dynastor
    - Eryphanis
    - Mielkella
    - Mimoblepia
    - Opoptera
    - Opsiphanes
    - Orobrassolis
    - Penetes
    - Selenophanes

  - Naropina alnemzetség
    - Aponarope
    - Narope
- Morphini nemzetség
  - Antirrheina alnemzetség
    - Antirrhea
    - Caerois

  - Morphina alnemzetség
    - Morpho (pl. azúrlepke faj (Morpho peleides))